# Картоев
Картоев (хак. Хызыл хаялар) — аал в Аскизском районе Хакасии.

## География
Находится в 55 км от райцентра — с. Аскиз.
Расстояние до ближайшей ж.-д. станции Аскиз — 50 км.

## Население
| 2002 | 2010 |
| ---- | ---- |
| 40   | ↗44  |

Число хозяйств — 26, население — 38 человек (01.01.2004), хакасы.

## Топографические карты
- Лист карты N-45-108 Вершина  Теи. Масштаб: 1 : 100 000. Состояние местности на 1989 год. Издание 1992 г.